# El Cortejo Fúnebre (asterismo)

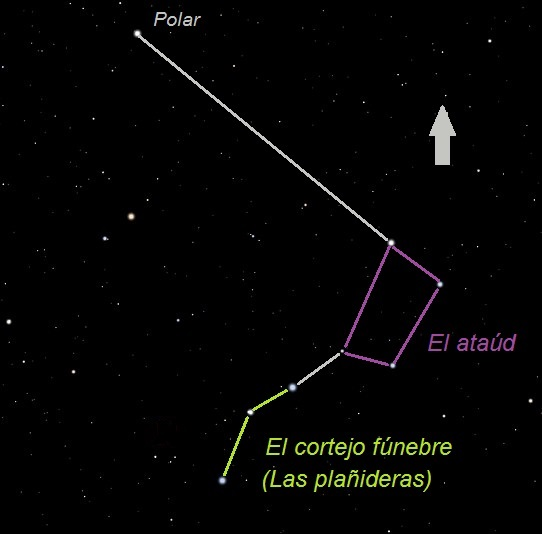
Representación del asterismo

Desde tiempos inmemoriales en Oriente Medio y especialmente en Siria se denomina como Ataúd o Féretro al asterismo trapezoidal compuesto por cuatro de las estrellas de la Osa Mayor que son conocidas en la actualidad en España como El Carro de la Osa Mayor y que son Dubhe, Merak, Phecda y Megrez.
Las estrellas de la cola son llamadas en árabe Benāt-Naʿash que significa las hijas del difunto o Las plañideras formada por las estrellas Alioth, Mizar, Alcor y Benetnash, que son las acompañantes del difunto padre y que en conjunto fueron popularmente conocidas en los países árabes mediterráneos como El cortejo fúnebre desde tiempos ancestrales.

## Origen histórico
Puede considerarse tanto el Ataúd como a Las Plañideras, dos asterismos de carácter histórico y de origen canaanita. San Jerónimo entre el año 390 y el 420 d. C. tradujo el libro de Job y en los capítulos 9:9 y 38:32, tomó las palabras hebreas ʿĀsh y ٴ Ayish, traduciéndolas al griego como Αρκτοῦρος y al latín como Arcturus cuyo significado es "El guardián del oso", sin embargo, aunque la denominación hebrea hace referencia a este asterismo, fue inexacta la considerada en la Vulgata bíblica y a partir de 1611 se adoptó a la versión autorizada del rey Jacobo permaneciendo este mismo error hasta prácticamente la actualidad, aunque se traduce como "Osa" y "Osa Mayor" respectivamente.
El nombre Arturo denomina a la estrella Alfa de Boyero.
A partir de ʿĀsh y ٴ Ayish también deriva al árabe como Benāt-Naʿash Al Kubrā (las hijas del fallecido [que está en] el ataúd)
Del árabe Al Kubrā se consolidó la tradición de llamar Cofre al trapecio del Carro de la Osa Mayor, término anticuado y en desuso hoy en día, en Andalucía, pero de uso común en todo el territorio norteafricano del Magreb, posiblemente este uso provenga de tiempos del califato omeya de Córdoba, dependiente de Damasco, lugar del que procede en origen esta tradición estelar.
El cortejo fúnebre gira en torno al polo norte celeste en sentido antihorario, de tal manera, que el féretro encabeza la procesión y las plañideras le siguen como cortejo funerario.
La tradición folclórica estelar siríaco-cananea, a través de la expansión califal y con la conquista de gran parte de la península ibérica y todo el Magreb, divulgó en territorios de Andalucía, Magreb y Sahara durante toda la Edad Media, llegando a la actualidad a llegar a estar prácticamente olvidada y sólo personas instruidas bereberes mantienen el conocimiento del firmamento en esta tradición, ya que el viaje en caravanas se realiza generalmente por la noche y guiándose bajo un firmamento estrellado desde hace miles de años.
Cada noche de la mayor parte de las noches del año, es posible contemplar en el cielo, mirando hacia el Norte, en latitudes templadas y en torno al Trópico de Cáncer, cómo el Cortejo fúnebre asciende por el cielo llegando al Meridiano colocándose boca abajo y descendiendo hasta que solamente el Ataúd queda bajo el horizonte, es lo que se conoce como El entierro del difunto.
Finalmente, la estrella Alkaid también conocida con el nombre de Benetnasch, quedó con el nombre del asterismo completo, pues la tradición asigna a esta estrella el nombre de "La mayor de las hijas del difunto" cuyo nombre en árabe es قائد بنات نعش (Qā'id Bināt naʿsh) y que es la última estrella del cortejo fúnebre.

## Al Kubrā: El ataúd

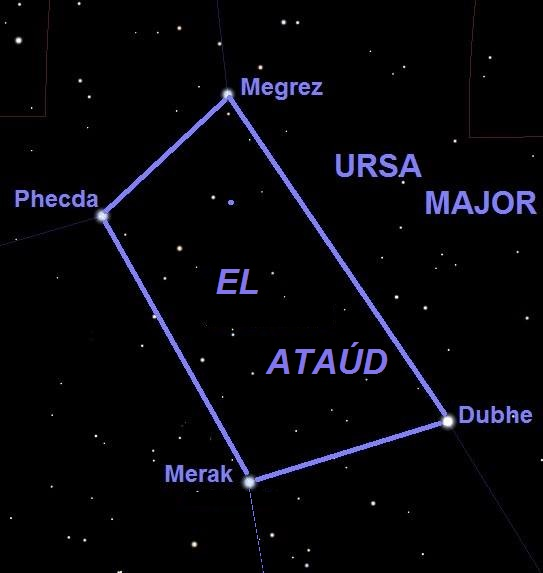
Asterismo canaaneo del ataúd o féretro (Al Kubrā)

| Nombre | Denominación de Bayer | Denominación de Flamsteed | Magnitud aparente | Distancia (Años luz) | Distancia (Parsec) | Otros nombres de origen árabe        |
| ------ | --------------------- | ------------------------- | ----------------- | -------------------- | ------------------ | ------------------------------------ |
| Dubhe  | α Ursæ Majoris        | 50 Ursæ Majoris           | 1.8               | 124                  | 38                 | Dubh, Dudd, Thar Al dub Al Akbar, Ak |
| Merak  | β Ursæ Majoris        | 48 Ursæ Majoris           | 2.4               | 79                   | 24                 | Mirak                                |
| Phecda | γ Ursæ Majoris        | 64 Ursæ Majoris           | 2.4               | 84                   | 26                 | Phad, Phecda, Phegda, Phacd          |
| Megrez | δ Ursæ Majoris        | 69 Ursæ Majoris           | 3.3               | 81                   | 25                 | Kaffa                                |

## Benāt-Naʿash: Las hijas del fallecido o las plañideras

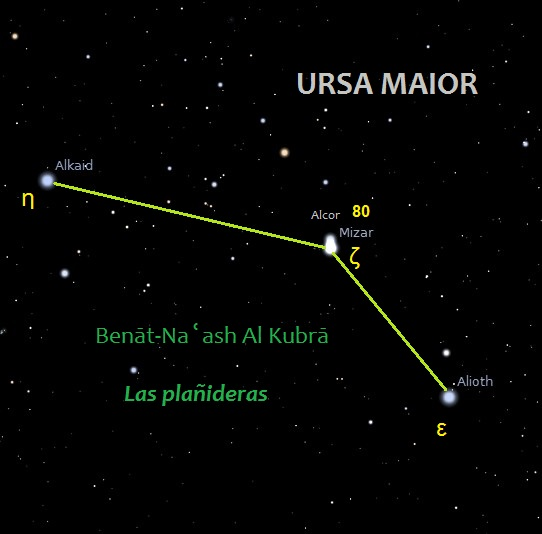
Asterismo canaaneo de las hijas dolientes del fallecido o las plañideras (Benāt-Naʿash)

| Nombre | Denominación de Bayer | Denominación de Flamsteed | Magnitud aparente | Distancia (Años luz) | Distancia (Parsec) | Otros nombres de origen árabe |
| ------ | --------------------- | ------------------------- | ----------------- | -------------------- | ------------------ | ----------------------------- |
| Alioth | ε Ursæ Majoris        | 77 Ursæ Majoris           | 1.8               | 81                   | 25                 |                               |
| Mizar  | ζ Ursæ Majoris        | 79 Ursæ Majoris           | 2.1               | 78                   | 24                 | Mizat, Mirza, Mitsar          |
| Alcor  | g Ursæ Majoris        | 80 Ursæ Majoris           | 3.99              | 80                   | 25                 |                               |
| Alkaid | η UMa                 | 85 Ursæ Majoris           | 1.9               | 101                  | 31                 | Benetnasch, Elkeid            |